# Волоколамский сельский округ
Волоколамский сельский округ — упразднённая административно-территориальная единица, существовавшая на территории Волоколамского района Московской области в 1994—2006 годах.
Административным центром до 1939 года было Возмище, в 1939—1954 Старая Солдатская слобода, в 1954—1959 Новая Солдатская слобода, в 1959—1997 центральная усадьба совхоза «Волоколамский», в 1997—2003 — Волоколамец, в 2003—2006 — Тимонино.
В первые годы советской власти возник Возмищевский сельсовет Аннинской волости Волоколамского уезда Московской губернии.
В 1926 году Возмищевский с/с был упразднён, но уже в 1927 вновь восстановлен.
В 1926 году Возмищевский с/с числился в пригородной зоне города Волоколамска и включал 1 населённый пункт — Возмище.
В 1929 году Возмищевский сельсовет был отнесён к Волоколамскому району Московского округа Московской области.
17 июля 1939 года Возмищевский сельсовет был переименован в Пригородный сельсовет. К нему были присоединены населённые пункты Старая Солдатская слобода, Новая Солдатская слобода и Пушкарская слобода упразднённого Солдатского с/с, а центр сельсовет был перенесён из Возмища в Старую Солдатскую слободу.
4 января 1952 года из Привокзального с/с в Пригородный были переданы селения Лудина Гора и Порохово. Одновременно Возмище и Пушкарская слобода были переданы в Ченецкий с/с.
14 июня 1954 года к Пригородному с/с были присоединены Аксёновский и Тимковский с/с. Одновременно центр Пригородного с/с был перенесён в Новую Солдатскую слободу.
15 апреля 1959 года Новая и Старая Солдатские слободы были включены в черту города Волоколамска. Центр Пригородного с/с был перенесён в центральную усадьбу совхоза «Волоколамский», а сам сельсовет переименован в Волоколамский сельсовет.
14 января 1964 года к Волоколамскому с/с был присоединён Привокзальный с/с в составе населённых пунктов Грядки, Козино, Крюково, Лихачево, Пагубино, Терентьево, Тимашево и Холстинино.
2 февраля 1968 года из Ильинско-Ярополецкого с/с в Волоколамский были переданы селения Голопёрово, Захарьино, Калеево, Михайловское и Тимонино.
5 февраля 1975 года в Волоколамском с/с был образован новый населённый пункт — Новотимонино. Одновременно были сняты с учёта селения Грядки, Калеево и Лихачево.
23 июня 1988 года была снята с учёта деревня Захарьино.
3 февраля 1994 года Волоколамский с/с был преобразован в Волоколамский сельский округ.
26 февраля 1997 года центр сельского округа — посёлок центральной усадьбы совхоза «Волоколамский» — был переименован в Волоколамец.
28 октября 1998 года была восстановлена деревня Захарьино.
16 июля 2003 года посёлок Волоколамец был включён в черту города Волоколамска, а центр сельского округа был перенесён в Тимонино. Одновременно деревня Прохорово была включена в черту пгт Привокзальный.
17 марта 2004 года селение Холстниково Волоколамского сельского округа было включено в черту города Волоколамска.
В ходе муниципальной реформы 2005 года Волоколамский сельский округ прекратил своё существование как муниципальная единица. При этом населённые пункты Тимково и Хворостинино были переданы в городское поселение Волоколамск; Козино, Крюково, Пагубино, Терентьево и Тимошево — в сельское поселение Спасское; Аксёново, Ананьино, Беркино, Захарьино, Зубово, Калеево, Лудина Гора, Михайловское, Посаденки, Тимонино — в сельское поселение Ярополецкое.
29 ноября 2006 года Волоколамский сельский округ исключён из учётных данных административно-территориальных и территориальных единиц Московской области.